# Raïon Slobidsky
Le raïon Slobidsky (en ukrainien : Слобідський район) est un raïon (district) urbain de Kharkiv, la capitale de l'oblast de Kharkiv.

## Situation
Il englobe des territoires dans le sud de la ville de Kharkiv.

## Historique
Il a été formé en 1938 avec le développement industriel de Kharkiv, en particulier l'Usine Malichev de locomotives.

## Lieux d’intérêt
Le Stade Metalist, l'Usine Malichev, l'Aéroport international de Kharkiv.

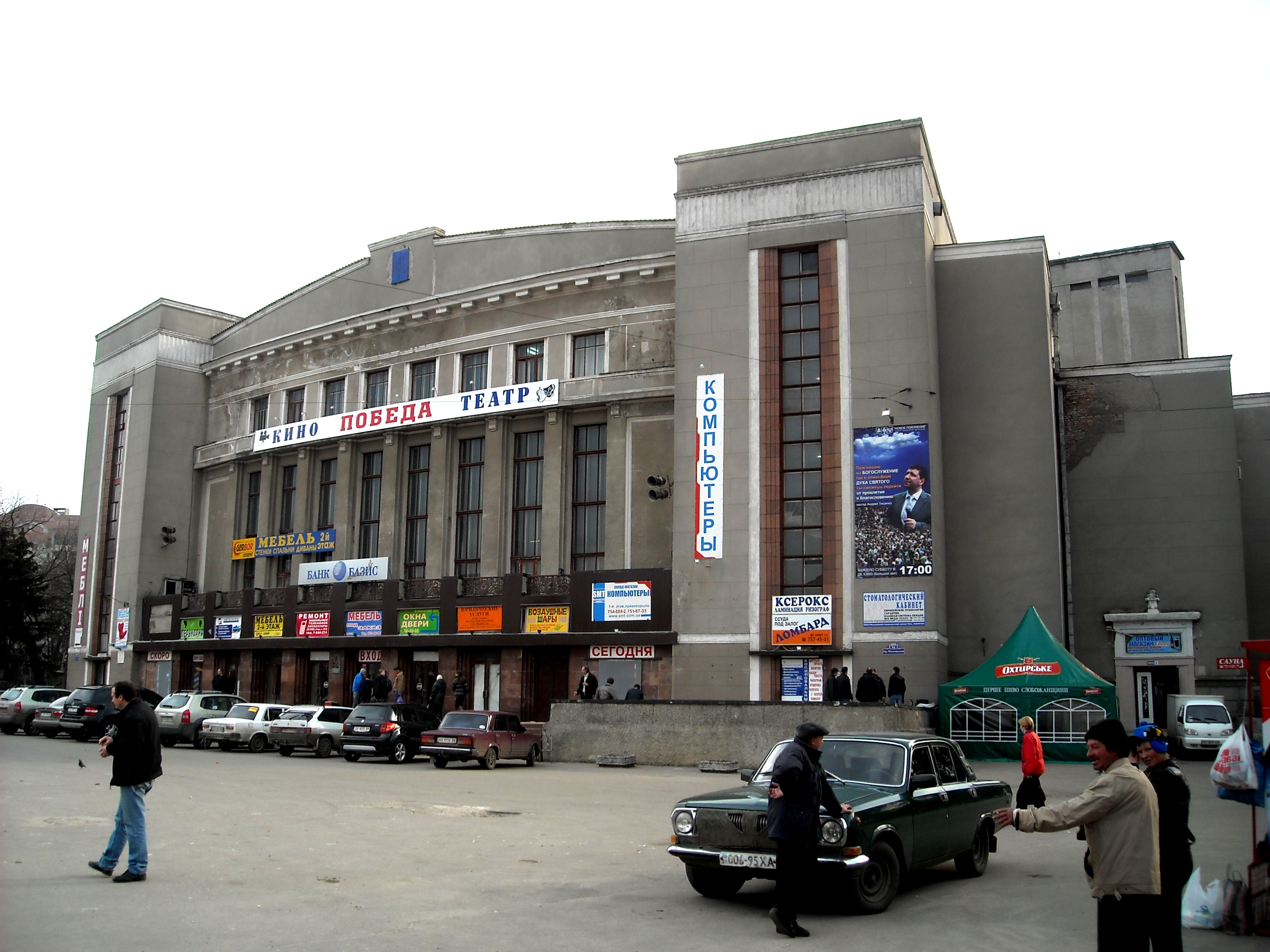
Théâtre Tchervonozavodski, classé[1].
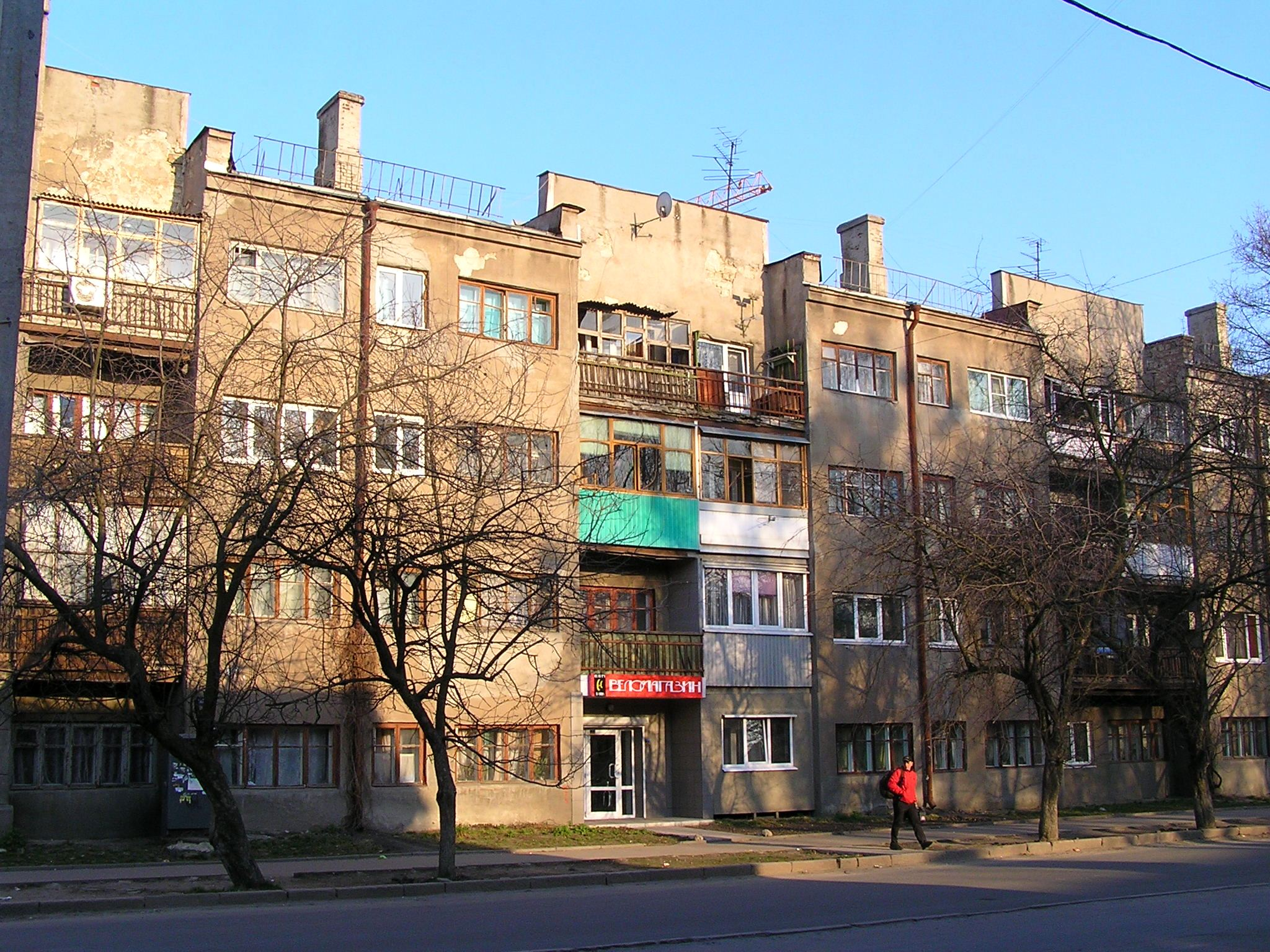
Immeubles Rayons rouges, classés[2].
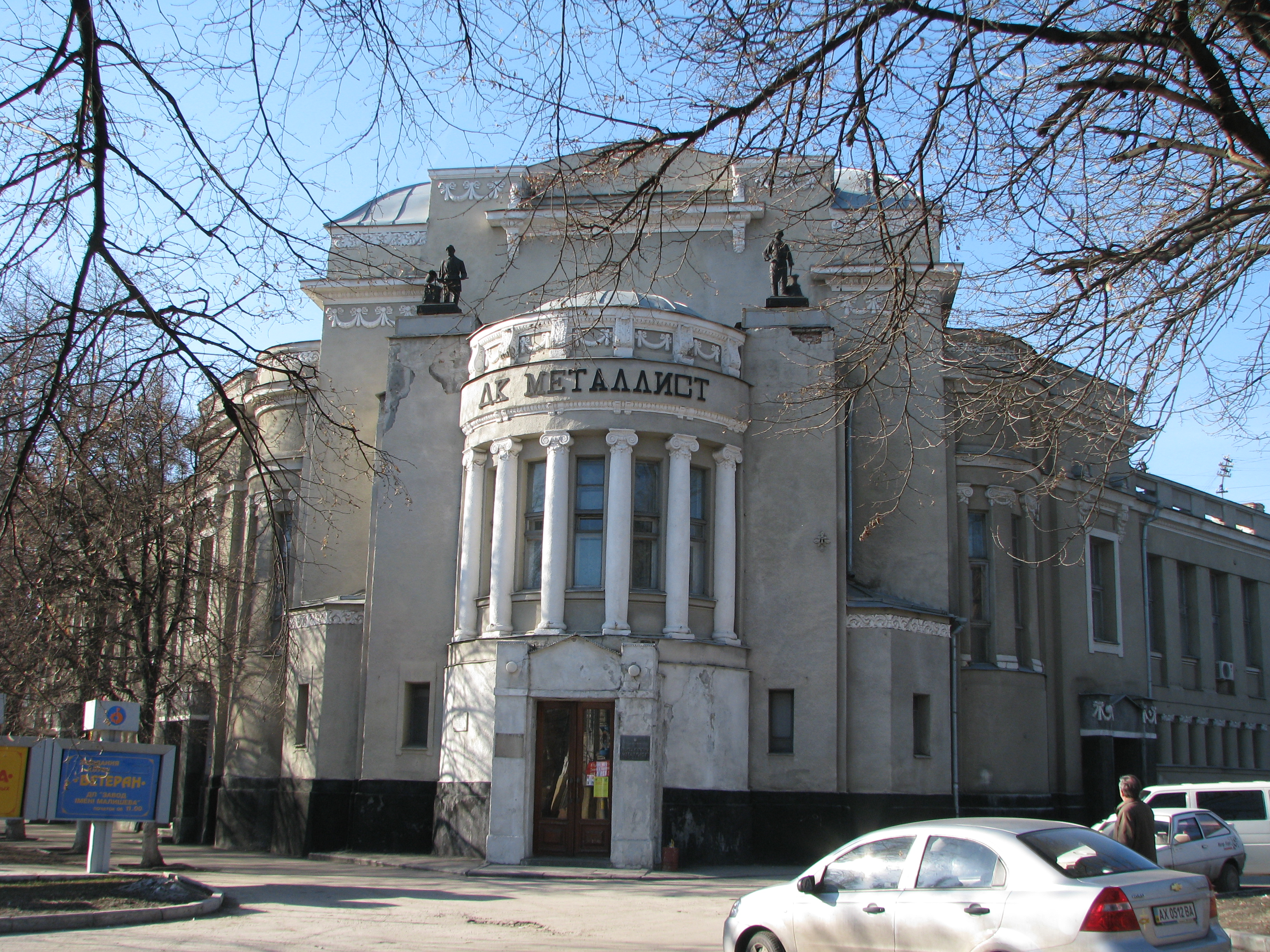
Palais de la Culture Métalliste, classé[3].
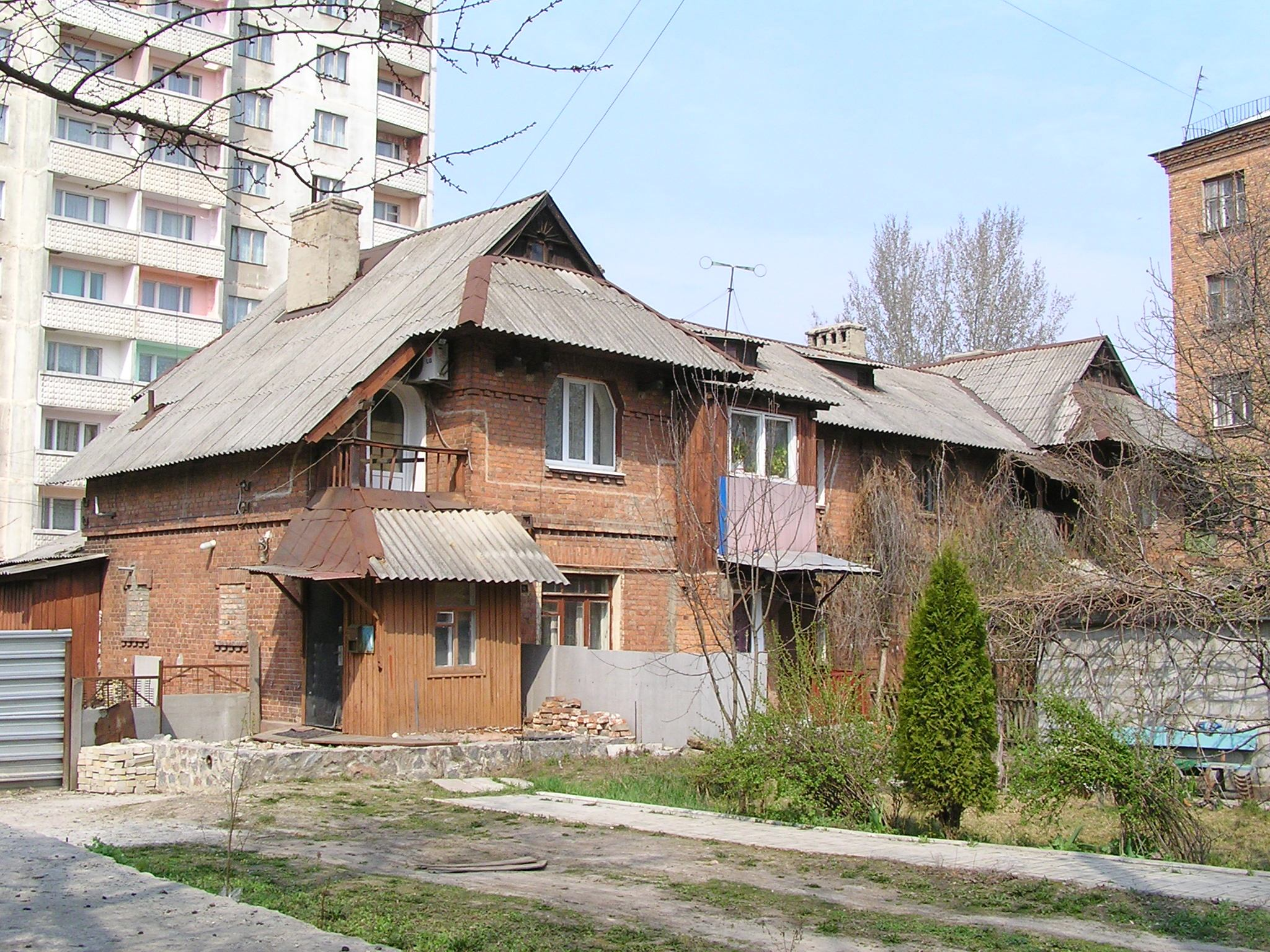
Maison ouvrière, classés[4].
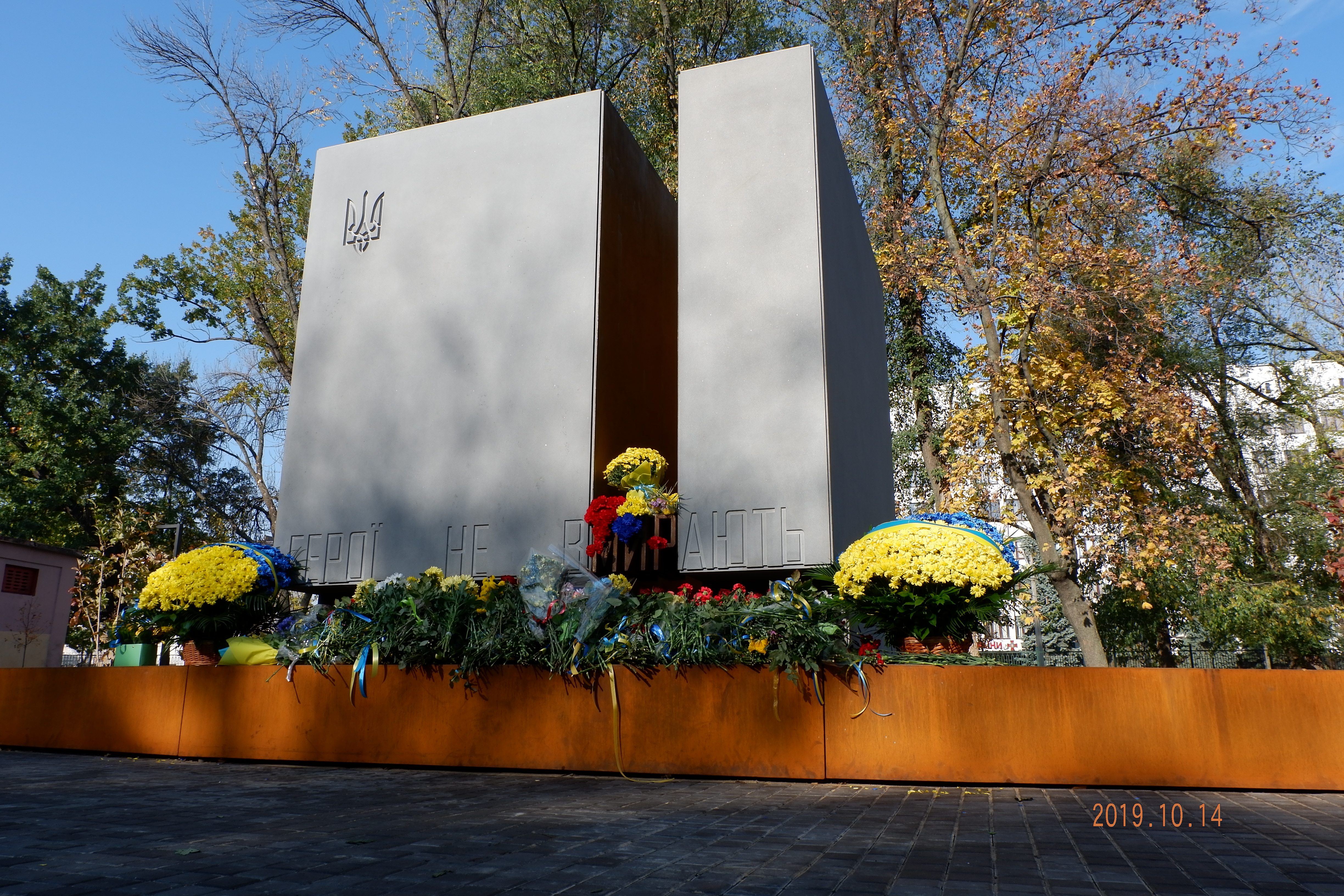
Monument aux morts du Donbas, place des Défenseurs de l'Ukraine.